# Полонина-Руна
Полонина-Руна, Полони́на Рівна (Руна — закарпатський діалектом значить «рівна») — гірський масив в Українських Карпатах, у межах Перечинського та (частково) Великоберезнянського районів Закарпатської області. Масив розташований у західній частині Полонинського хребта, між верхів'ями річок Люта, Шипіт, Туриця, Прелучний та Воєводин.
Висота до 1482 м (за іншими джерелами — 1479 м). Полонина Рівна — це широкий лагідний хребет, вкритий полонинами та переважно буковими лісами (на схилах). Стрімко спадає на північ та схід. Масив має кілька помітних вершин, наприклад, гора Полонина Руна (1479 м, у північно-західній частині масиву), Менчул (1295 м, у південній частині), Руна-Плай (1227 м, у південно-східній частині).
На Рівній розташовані: орнітологічний заказник «Соколові Скелі» та гідрологічна пам'ятка природи «Льодовикове озеро Велике Тростя», на південно-східних схилах — Тур'є-Полянський заказник і водоспад Воєводин, на північно-західних — Лумшорські водоспади.Площа Рівної - 13,7 кв.км.
Найближчі населені пункти: села Лумшори і Липовець.Про колишнє багатство фауни навколо Рівної нагадують шість (!) сіл ,які мають в назві  слово  "тур" - Тур,я Бистра,Тур,я Пасіка,Тур,я Поляна,Тур,ї Ремети,Туриця,Турички.  Тур-дикий бик- княжий звір,це був князь наших Карпат.
Полонина  Рівна була осередком  високогірного тваринництва.В 1870 році  на полонині був створений державний племінний кінний завод для потреб війська. Завод мав тваринницький комплекс з 5 ферм,будівлі для працівників,інспекційну хату.Випасалось 800 коней гуцульської породи.Крім того 3000 корів,60 племінних биків та інша худоба.Пастух отримував за випасання  коня за цілий сезон 10 крон,кілограм солонини і  буханку хліба.За корову плата була 5 крон.Сезон тривав від весни до осені.
На річці Туриця в с.Лумшори були старі лазні,які  виглядали  як великий залізний чан під відкритим небом,до якого по дерев,яному жолобу подавалась з джерела лікувальна сірчана вода.В чеський період,в 1926 році була збудована нова лазня з ваннами-кабінами,23 кімнатами для гостей,великою їдальнею,заскленою верандою.
В селі Тур,Ї Ремети дитячі роки провів  Міклош Козма(Kozma Miklos,1884-1941),угорський політичний діяч,міністр в уряді М.Хорті,регент  Закарпаття після приєднання до Угорщини.Його  батько,генерал Ференц Козма був директором  військового конезаводу на Рівній.В знак незгоди після проголошення війни  Угорщини проти Рад.Союзу Міклош Козма покінчив з життям самогубством.
З вершини Рівної відкривається велична панорамаСхідних Карпат,в ясні осінні дні на заході видні  польські Бескиди,словацькі Татри.Краєвиди Рівної завжди  притягували  художників,особливо Йосифа Бокшая,майстра епічного закарпатського пейзажу і неповторної краси карпатської осені.Тут він створив цілу серію картин- "Зустріч на полонині","Осінь в горах","Верховина","Ужокський перевал" та інші.Прекрасно виписаний карпатський пейзаж сполучається в них з єтнографізмом побуту жителів-горян.
Полонина Рівна - єдина з карпатських полонин,що удостоїлась окремого художнього твору.В 1977 році у Києві у видавництві "Веселка" вийшла повість Агати Турчинської "Руна".Агата Турчинська-член письменницької організації "Західна Україна",хоча народилась в Прикарпатті,коло Львова, але  зелена Верховина стала їй за колиску,вона полюбила  Рівну,де шумить одвічний ліс і живуть люди,відданість яких рідній землі  чиста і жива,як чисті і живі гірські ріки. В повісті "Руна",що призначена для дітей молодшого і середнього віку, змальовуються події осені 1944 року,коли на  Рівній висаджувались радянські десантники.Було висаджено 7  десантних груп. Ці ж самі події відображені в художньо-документальній повісті ужгородського журналіста Василя Басараба "Долі назустріч"(Ужгород,1986).Докладно воєнні події на Рівній і  в лісах навколо неї висвітлені в   книзі учасника десанту  Г.Алєксєєнка "Вогні у міжгір,ях",виданій в Києві в 1973 році(в співавторстві з ужгородським журналістом Михайлом Бабидоричем).

## Фотографії

На одному з південних схилів
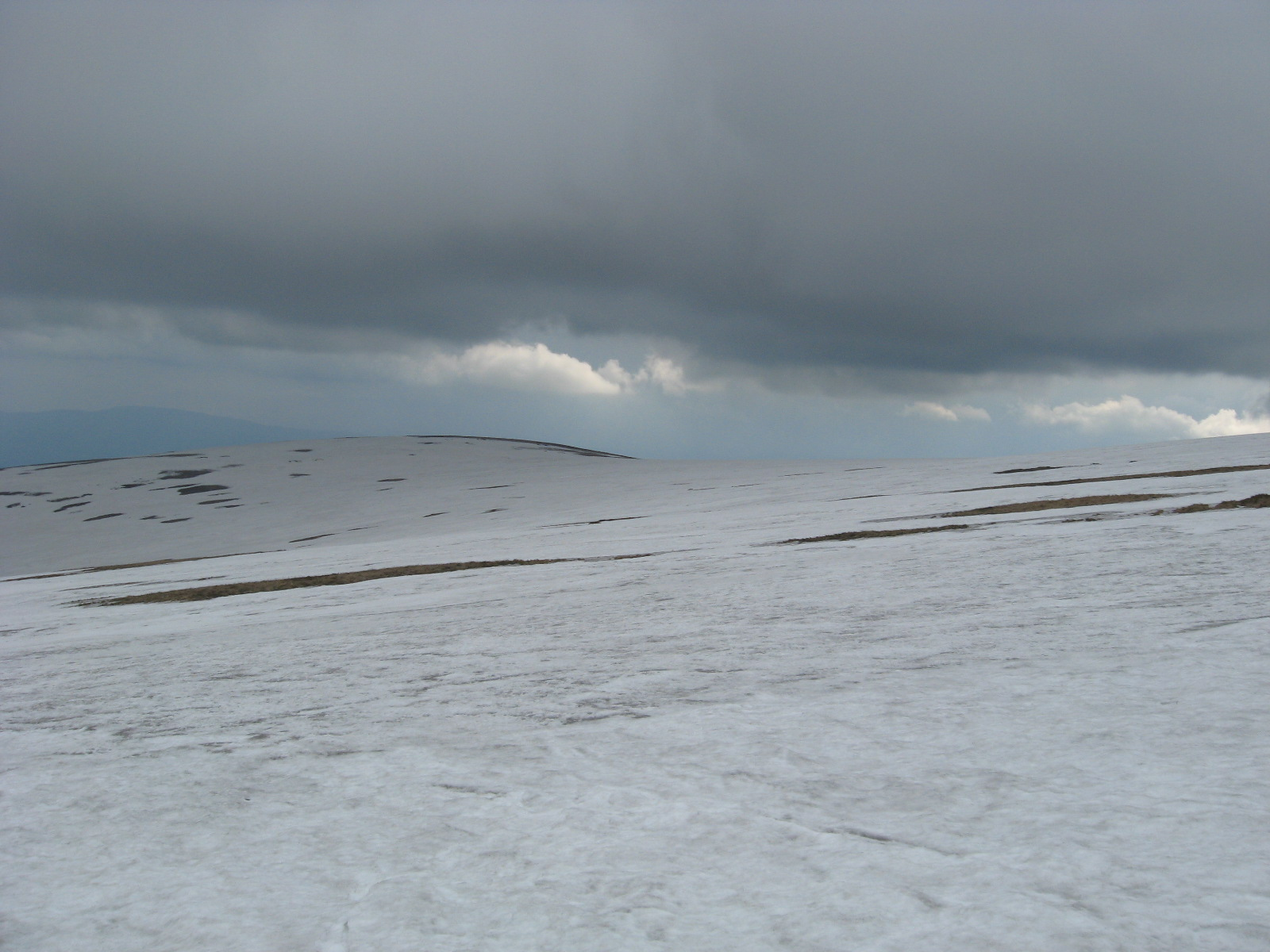
Полонина Рівна на початку травня
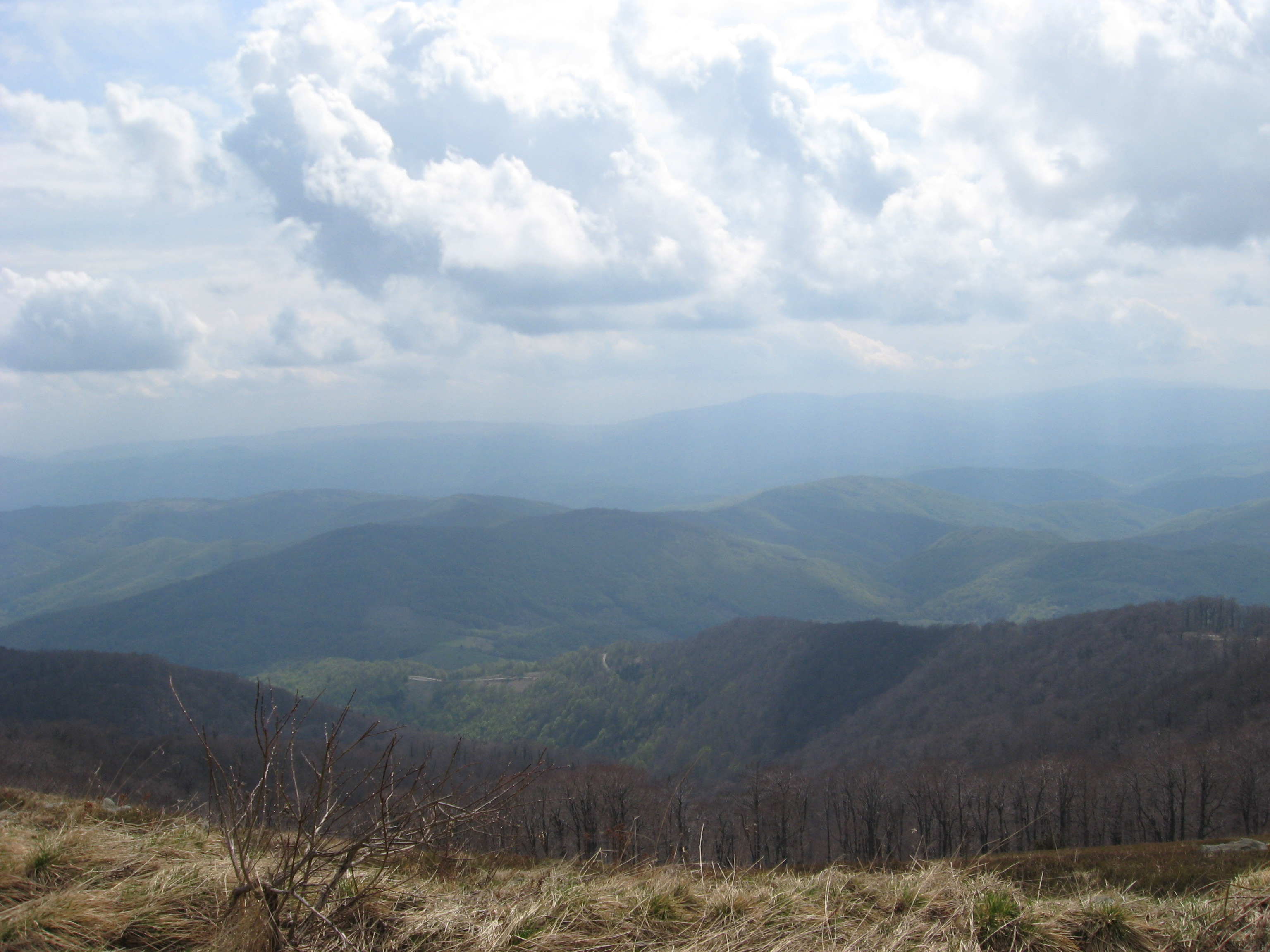
Панорама довколишніх гір
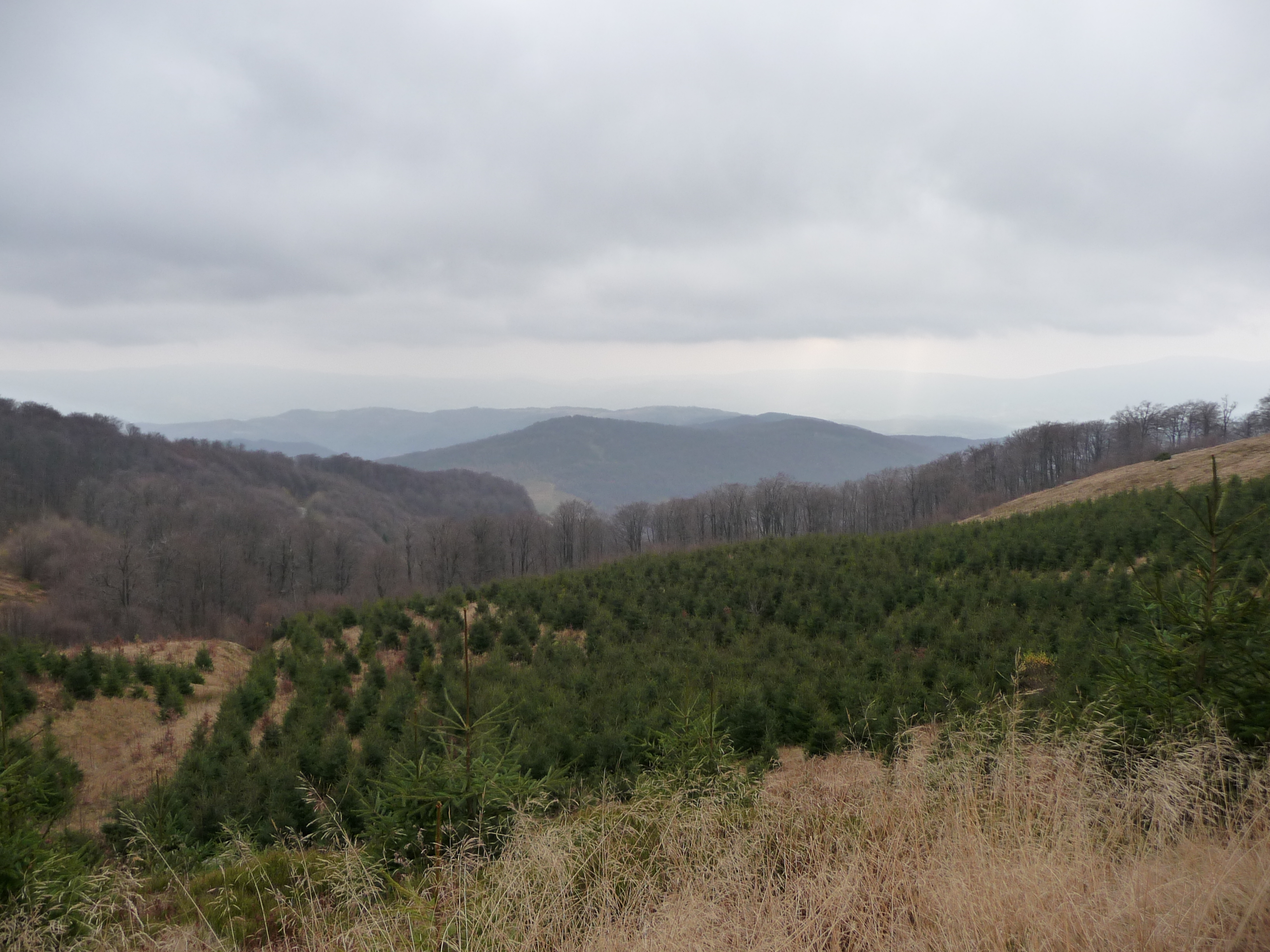
Панорама довколишніх гір